# Port lotniczy Sokodé
Port lotniczy Sokodé – port lotniczy zlokalizowany w mieście Sokodé. Jest trzecim co do wielkości portem lotniczym w Togo.